# Particuliere autoverhuur
Particuliere autoverhuur (ook bekend als Peer2Peer autodelen) is het proces waarbij de eigenaar van een auto deze beschikbaar stelt aan anderen in zijn of haar omgeving in ruil voor betaling.
Het is een vorm die past bij het idee van de deeleconomie, waarbij gebruik van goederen los komt te staan van eigendom.

## Achtergrond
Het bedrijfsmodel van particuliere autoverhuur-organisaties bestaat uit het bemiddelen tussen auto-eigenaren en huurders. De platforms bezitten dus geen eigen auto's in tegenstelling tot autodeel-organisaties. Op deze manier is er een diversiteit aan automobielen beschikbaar, en komen er ook deelauto's beschikbaar op plekken waar het niet rendabel is voor een autodeel-organisatie om een auto te plaatsen. De voordelen voor de eigenaar van de auto liggen in het terugverdienen van autokosten. De meeste websites houden een percentage in voor verzekering, de rest van de huurinkomsten is voor de eigenaar van de auto. Doordat organisaties die particulier autodelen mogelijk maken geen investering hoeven te doen om aan nieuwe deelauto's te komen, en auto's zichzelf niet volledig hoeven terug te verdienen, kunnen deze initiatieven relatief snel groeien. In 2011 begonnen de eerste particuliere autodeel-organisaties (SnappCar en Mywheels) in Nederland. Mywheels heeft sinds eind 2019 die service opgeheven. 
In 2014 was ruim 70% van de deelauto's in Nederland afkomstig van een van deze twee bedrijven.

## Systemen
Er bestaan grofweg twee verschillende systemen om particuliere autoverhuur mogelijk te maken: 1) met sleuteloverdracht 2) met hardware in de auto en een geautomatiseerd ontgrendelingssysteem. 
Zo wordt soms gebruikgemaakt van in de auto ingebouwde hardware, waarmee met een pasje de auto geopend kan worden. In de praktijk werken deze systemen nog niet altijd even vlekkeloos, en is de inbouwapparatuur behoorlijk duur. De auto moet dan vaak verhuurd worden wil men de kosten terugverdienen. Initiatieven in Nederland maken vooralsnog gebruik van handmatige sleuteloverdracht. Bij deze overdracht tekenen huurder en verhuurder meteen een contract waarmee verzekering en aansprakelijkheid geregeld zijn.